# Новобілоуська сільська територіальна громада
Новобілоуська сільська територіальна громада — територіальна громада в Україні, в Чернігівському районі Чернігівської області. Адміністративний центр — село Новий Білоус.
Утворена 30 червня 2018 року шляхом об'єднання Кувечицької, Мохнатинської, Новобілоуської, Редьківської, Рудківської та Старобілоуської сільських рад Чернігівського району.
Відповідно до розпорядження Кабінету Міністрів України № 730-р від 12 червня 2020 року «Про визначення адміністративних центрів та затвердження територій територіальних громад Чернігівської області», до складу громади були включені території Довжицької сільської ради, Роїщенської сільської ради, Халявинської сільської ради, Хмільницької сільської ради 
Чернігівського району..
21 березня 2025 року Новий Білоус уклав угоду про побратимство та дружбу з Хігемом, парафією в графстві Кент, Велика Британія.

## Населені пункти
До складу громади входять 22 села: Деснянка, Довжик, Кошівка, Кувечичі, Мохнатин, Новий Білоус, Полуботки, Редьківка, Рижики, Рівнопілля, Рогощі, Роїще, Рудка, Рябці, Селянська Слобода, Старий Білоус, Табаївка, Унучки, Халявин, Хмільниця, Шевченка та Юр'ївка.

## Старостинські округи
- Довжицький
- Кувечицький
- Мохнатинський
- Редьківський
- Роїщенський
- Рудківський
- Старобілоуський
- Халявинський
- Хмільницький[4]